# Peleteria sibirica
Peleteria sibirica är en tvåvingeart som först beskrevs av Smirnov 1922.  Peleteria sibirica ingår i släktet Peleteria och familjen parasitflugor. Inga underarter finns listade i Catalogue of Life.